# Winfield (Nowy Jork)
Winfield – miasto w Stanach Zjednoczonych, w stanie Nowy Jork, w hrabstwie Herkimer.